# Дзвіниця Вірменського собору (Львів)

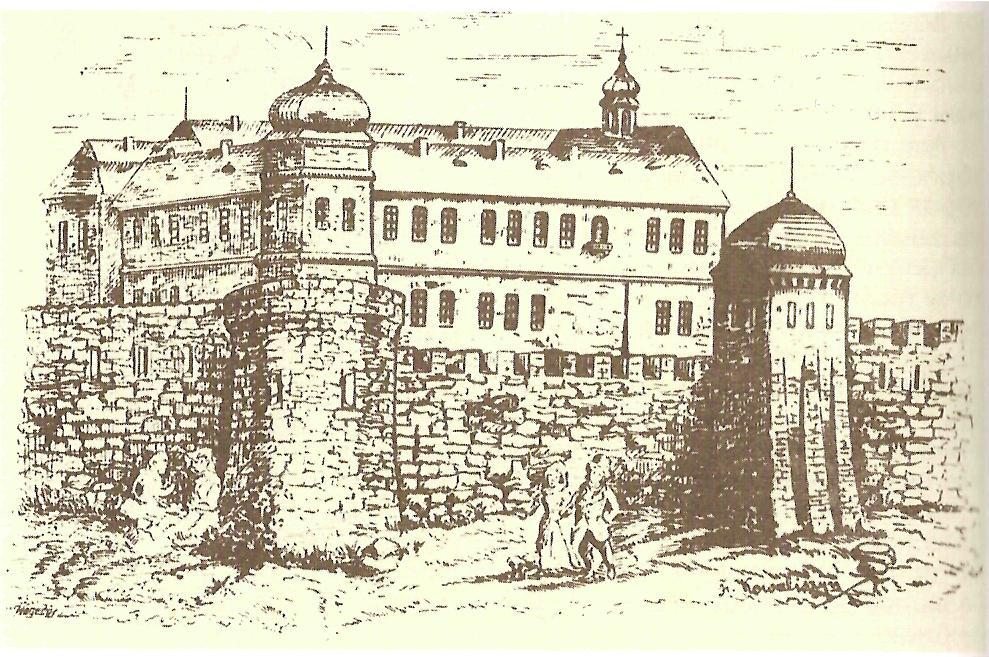
Низький замок у Львові.
Рисунок XIX ст.

Дзвіниця Вірменського собору — вежа-дзвіниця, яка належить до комплексу Вірменського собору на вулиці Вірменській, 7, у місті Львові в Україні.

## Історія
Оскільки Львів лежав на перехресті важливих торговельних шляхів, у місті зростала частка чужинців, серед яких були і вірмени, які гуртувалися навколо Вірменської апостольської церкви. Перші вірмени у Львові з'явилися у другій половині XIII ст., ще за часів короля Данила (1202—1264). Вони селилися на вулиці, що йшла від Низького замку до палацу короля, який тоді розміщувався на місці, де пізніше був збудований Домініканський монастир (нині церква Пресвятої Євхаристії). У 1363 році у Львові було створене вірменське єпископство і виникла потреба будівництва собору.
Вірменський кафедральний собор Успення Пресвятої Богородиці у місті Львові будувався львівським будівничим, німцем із Сілезії, Дорінгом у 1368—1370 роках на кошти вірменських купців за зразками давніх вірменських церков. 1437 року добудували аркаду, 1630 року його середню частину.

## Конструкція дзвіниці
Триярусна, квадратна в плані дзвіниця була збудована у 1571 році львівським будівничим епохи Ренесансу, італійцем Петром Красовським. Після низки пожеж у 1743, 1748 та 1778 роках вона була значно перебудована. Вона завершена чотирма круглими вежами, які вбудовані в наріжники і зроблені з оцинкованної бляхи на початку ХІХ ст.. Такі круглі вежечки характерні для давньої вірменської архітектури, їх можна побачити на верхньому тамбурі церкви святої Ріпсіме в Ечміадзині. На дзвінниці встановлений дзвін названий на честь хреститиля вірмен Св. Юрія.
З Вірменської вулиці через ворота під дзвіницею є прохід у двір комплексу собору, де стоїть колона Св. Христофора, поставлена у 1726 році. Тут також є будівлі колишнього вірменського банку та ломбарду «Свята гора» (Mons pius) і палац вірменських архієпископів, споруджений у XVII ст.. У проході під вежею зберігся кам’яний портал з 1570 року, який вів до вірменського суду. Над порталам можна прочитати: «У 1020 році вірменської ери, в місяці січні Андрій з Кафи наказав збудувати дзвіницю за батьків померлих Хачареса й Сару й брата Аведика та їх родини». 

Емблема проекту Всесвітня спадщина

Між собором і палацом пролягає вузька вуличка Вірменська Вужча (тепер вулиця Сергія Параджанова), про яку згадується в 1598 році, у давнину вона впиралася в міські стіни, а коли у XVIII ст. мури розібрали, виходила на Вірменську Нижчу (тепер вулиця Лесі Українки).

## Всесвітня спадщина ЮНЕСКО
У грудні 1998 року під час чергового засідання Комітету всесвітньої спадщини ЮНЕСКО у японському місті Кіото архітектурні пам’ятки Центральної історичної частини Львова та території собору святого Юра на Святоюрській горі, які мають площу 120 га, були внесені до Списку всесвітньої спадщини ЮНЕСКО (World Heritage List). До цих пам’яток відносяться і культові споруди середмістя Львова.

## Світлини

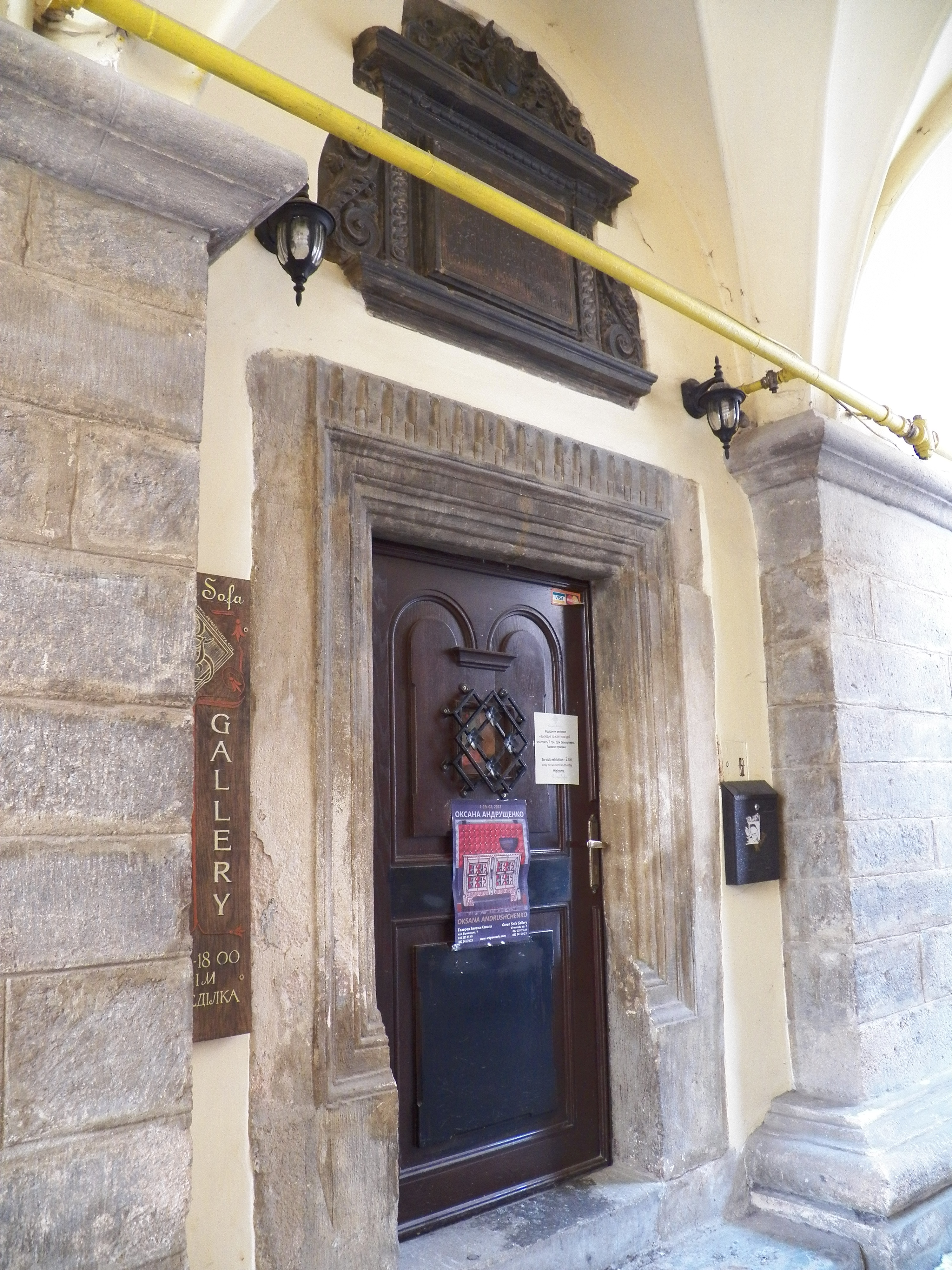
Портал у проході під дзвіницею (2011)
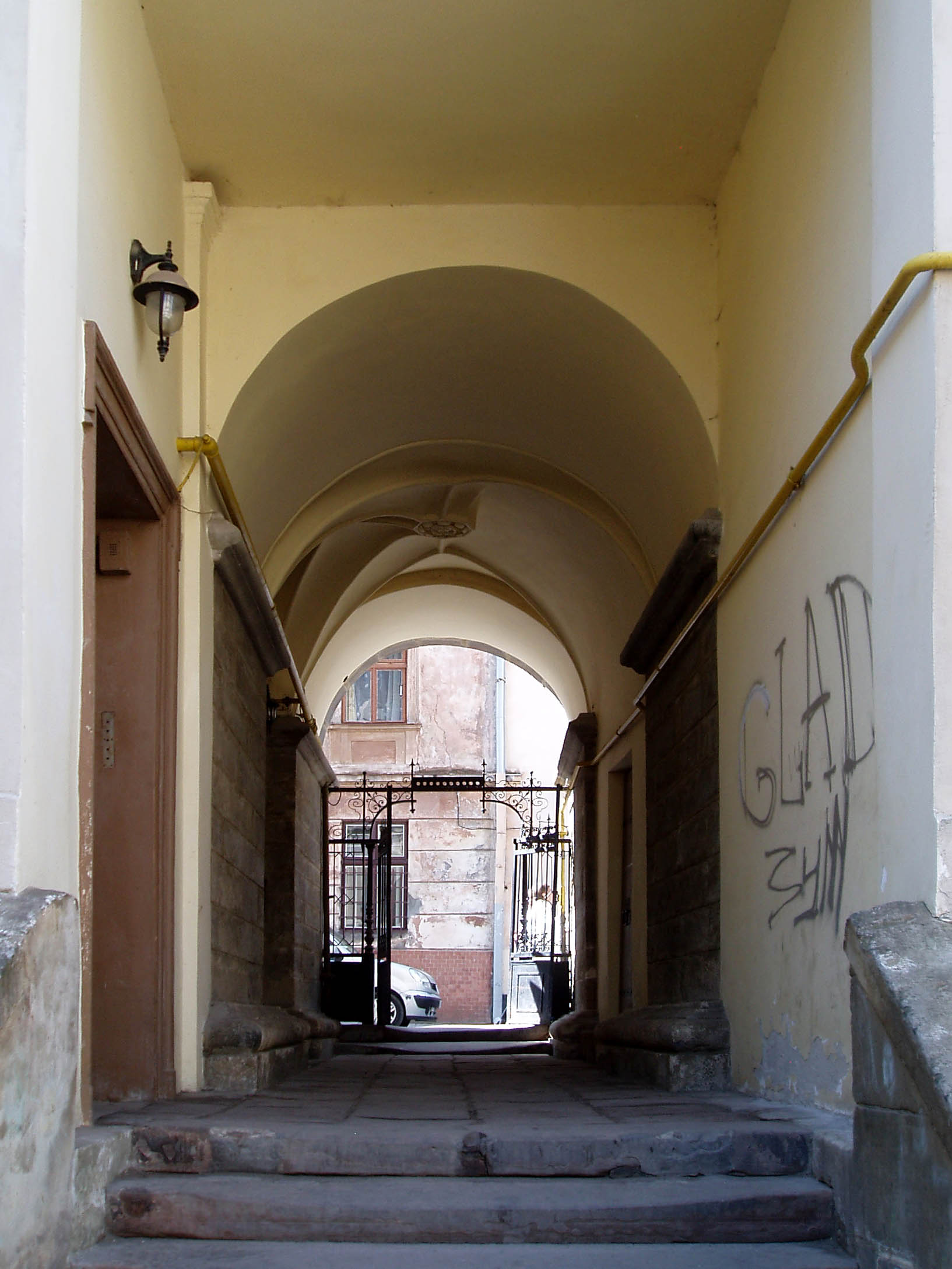
Прохід під дзвіницею
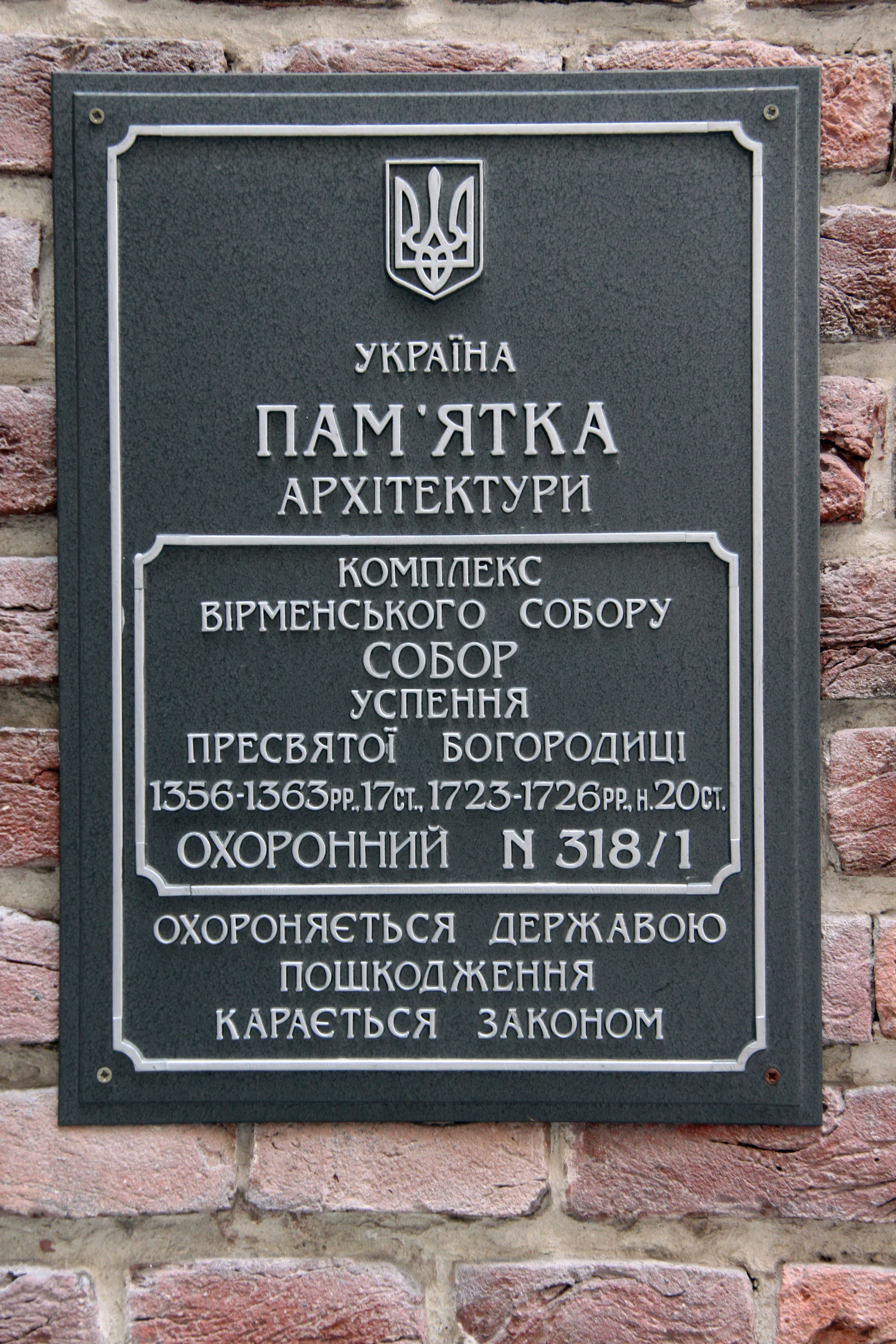
Охоронна дошка (2014)
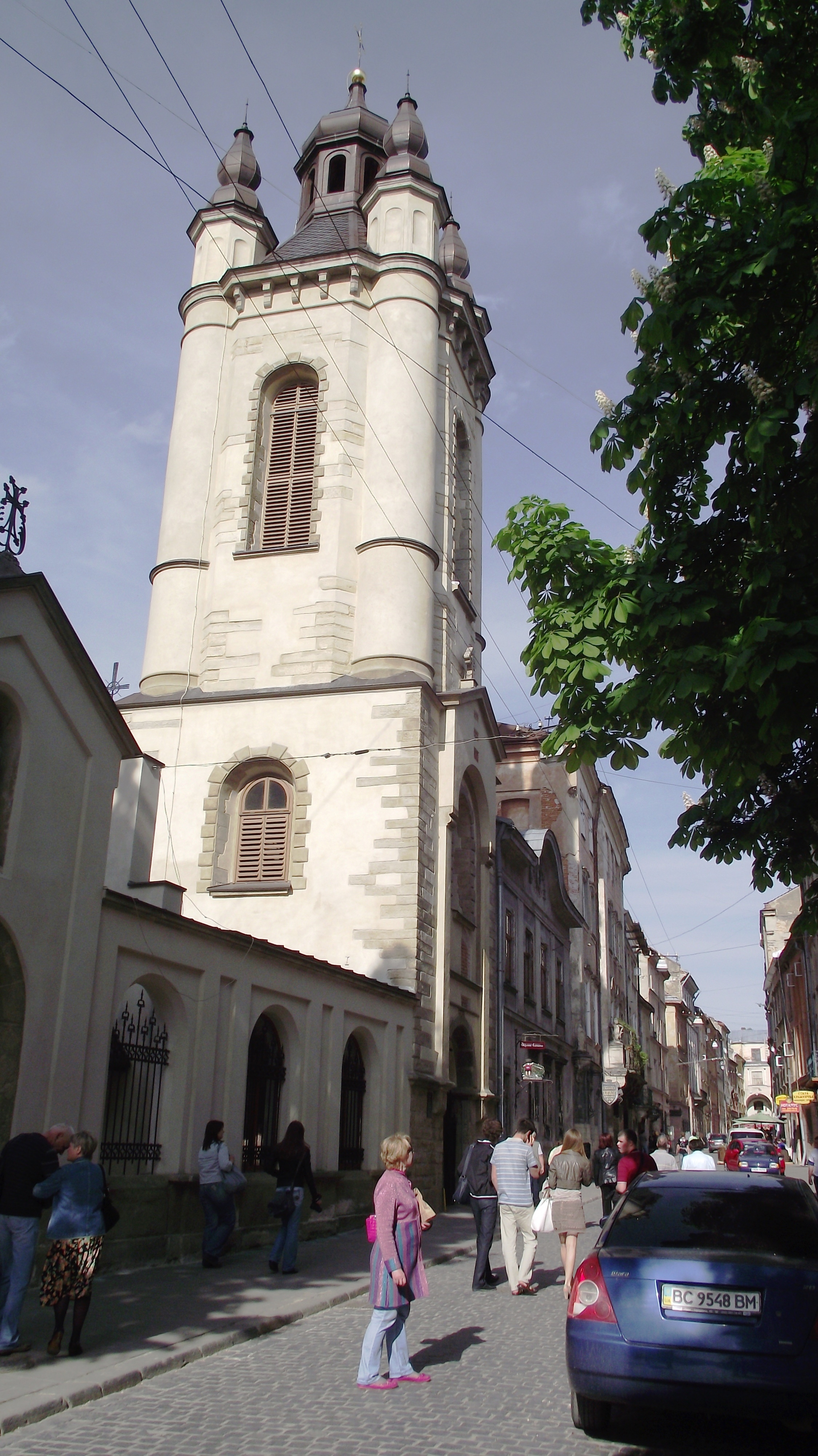
Загальний вигляд (2011)
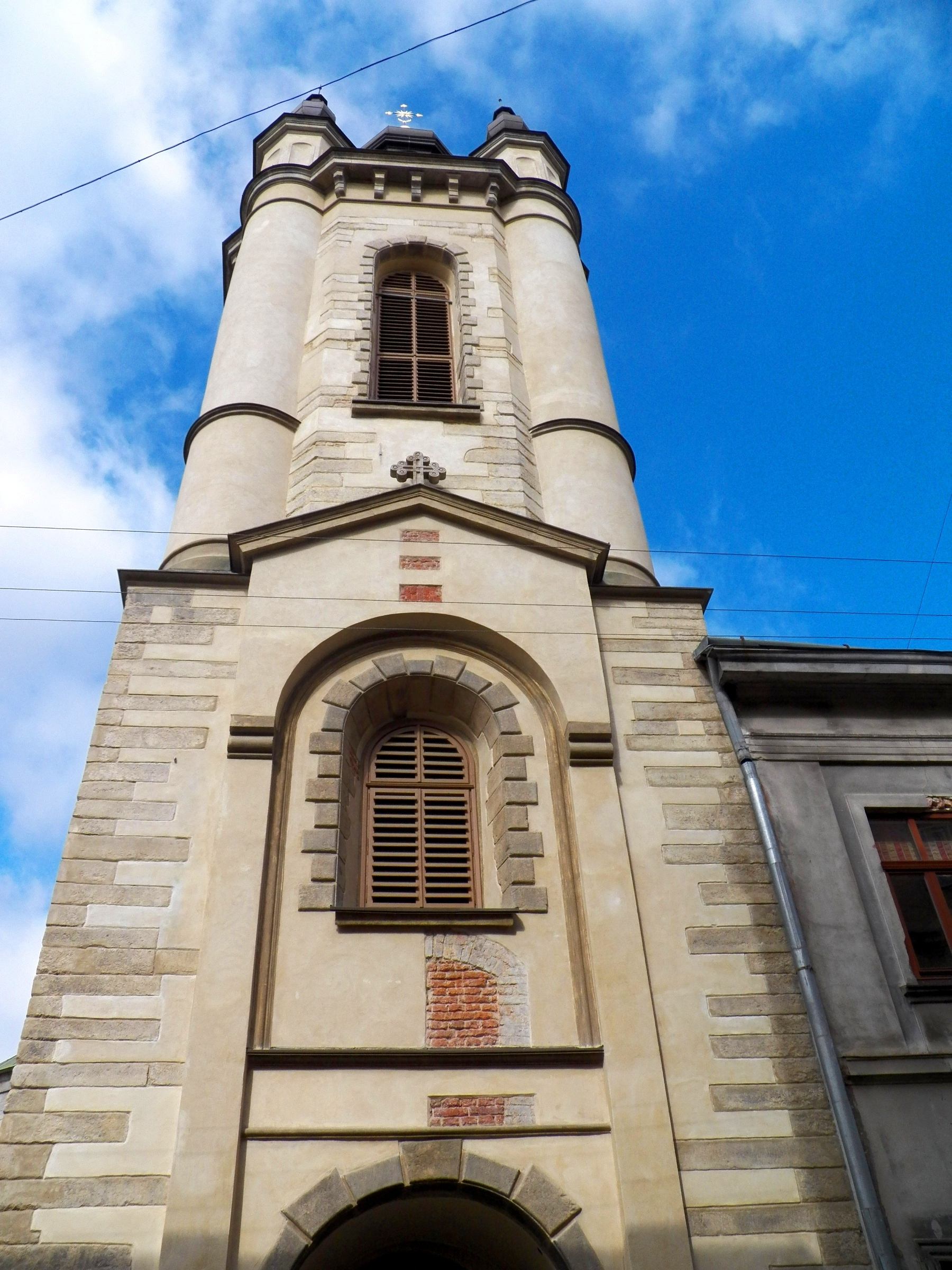
Фасад (2011)
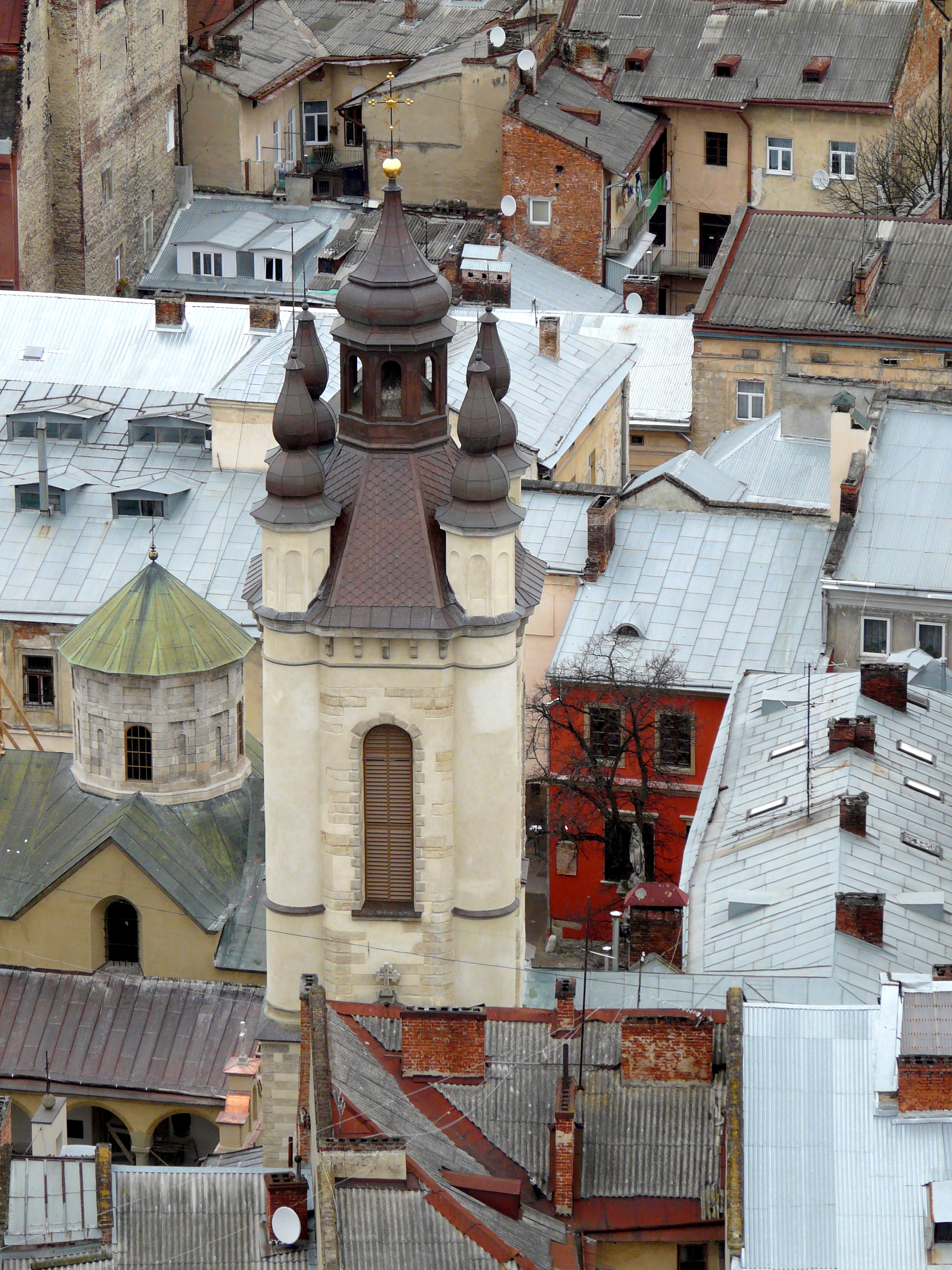
Панорамний вигляд з Ратуші (2010)
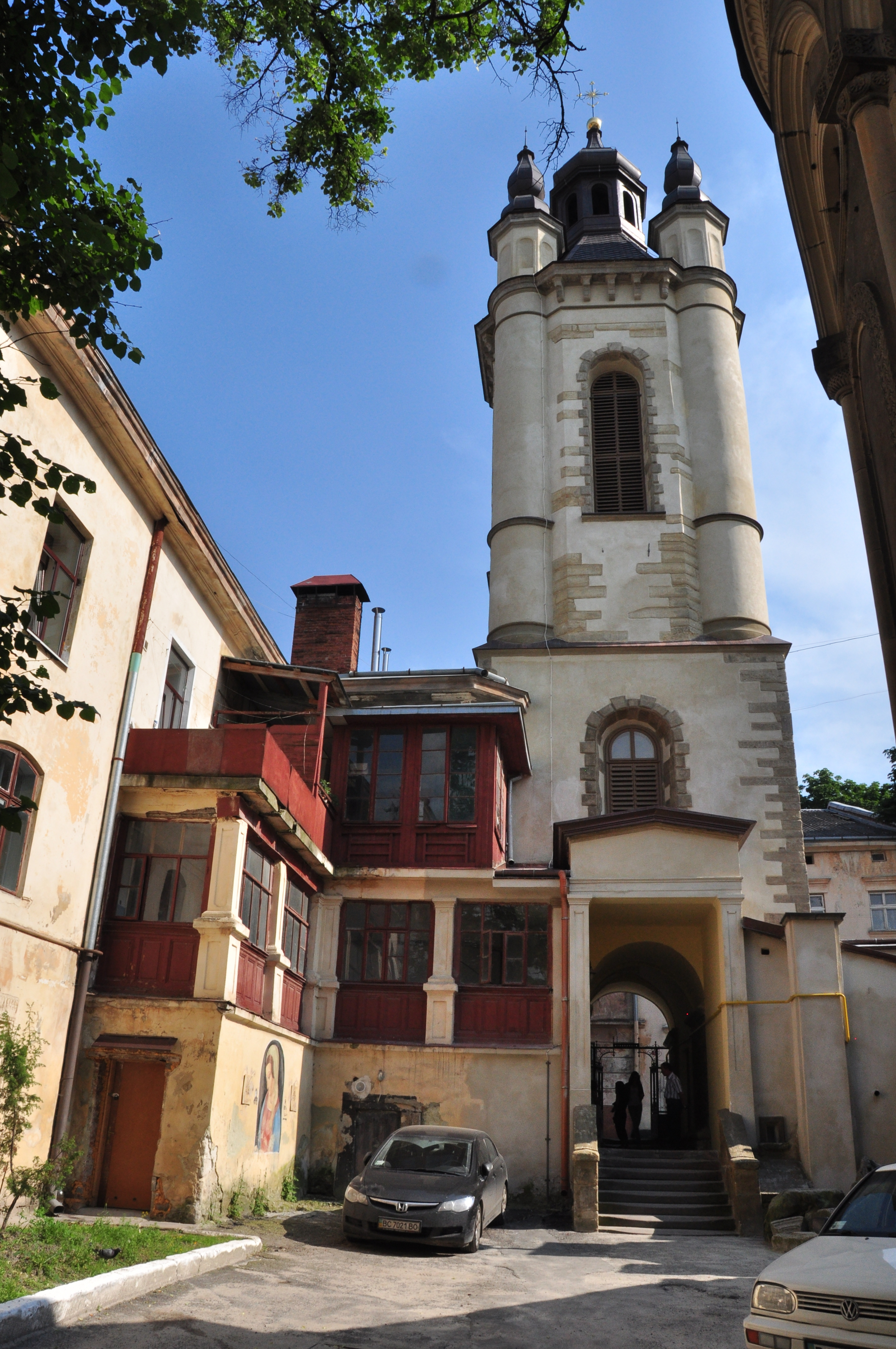
Вигляд з двору (2010)
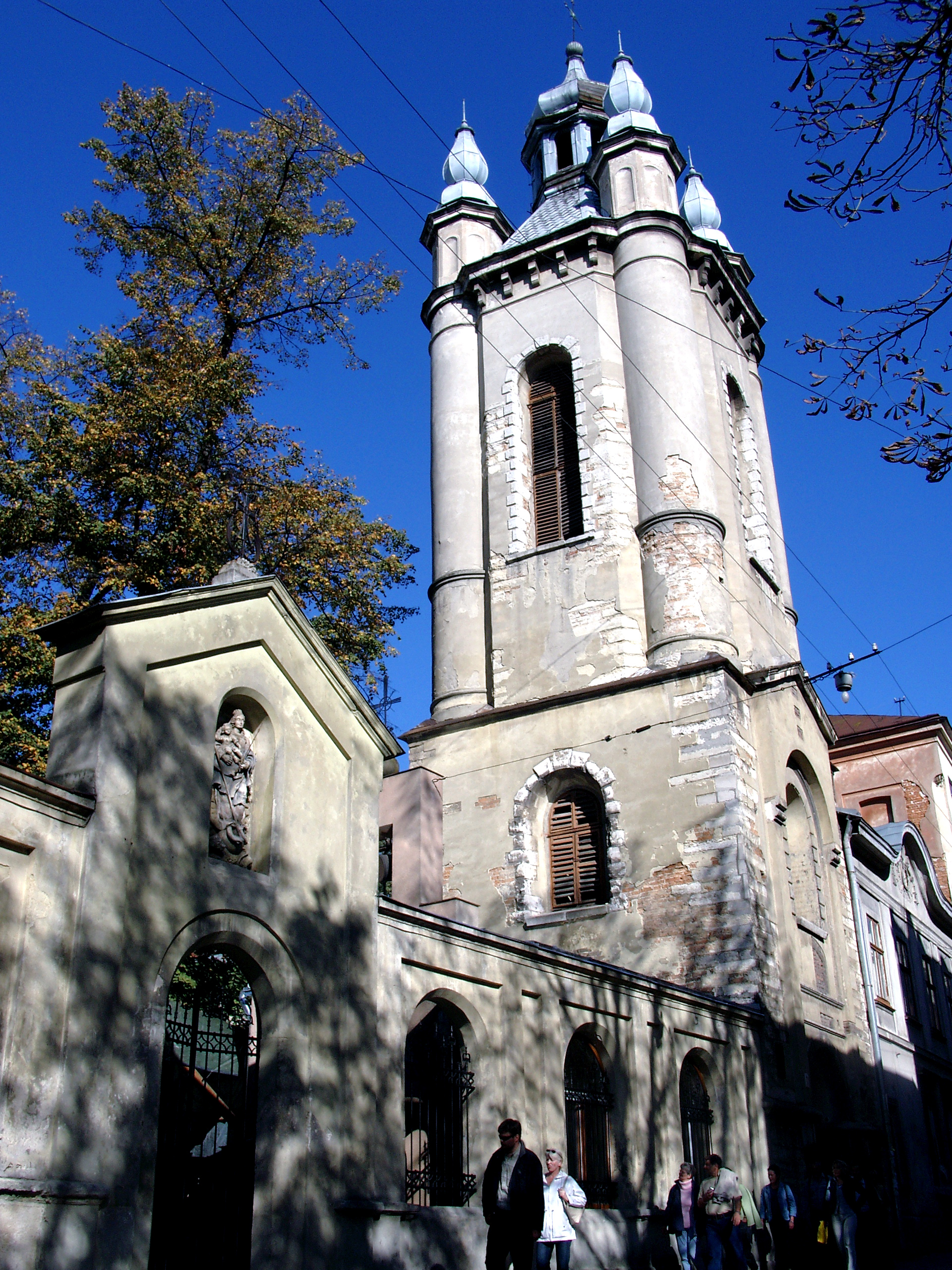
Дзвіниця восени (2005)
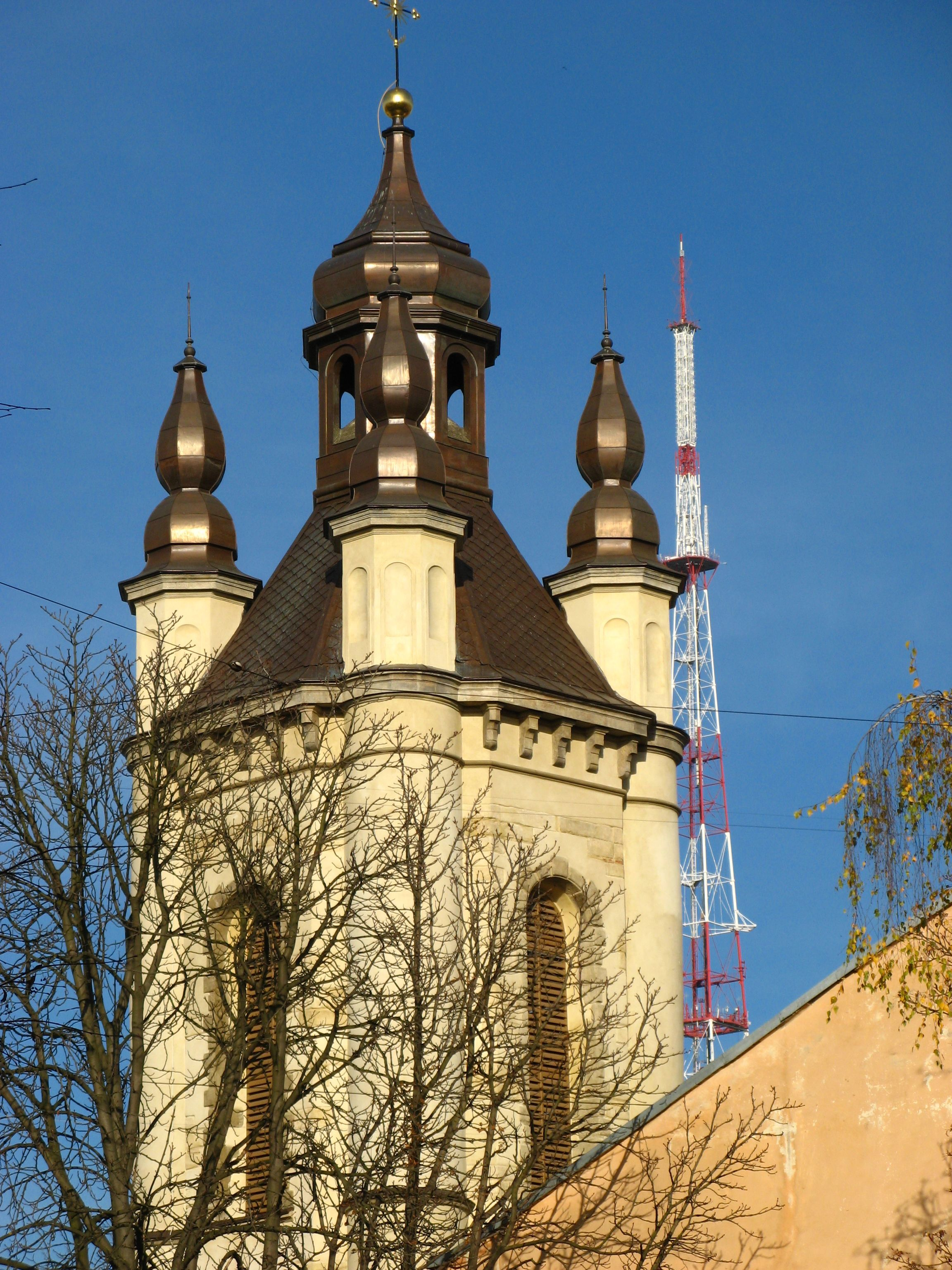
Маківки дзвіниці (2010)
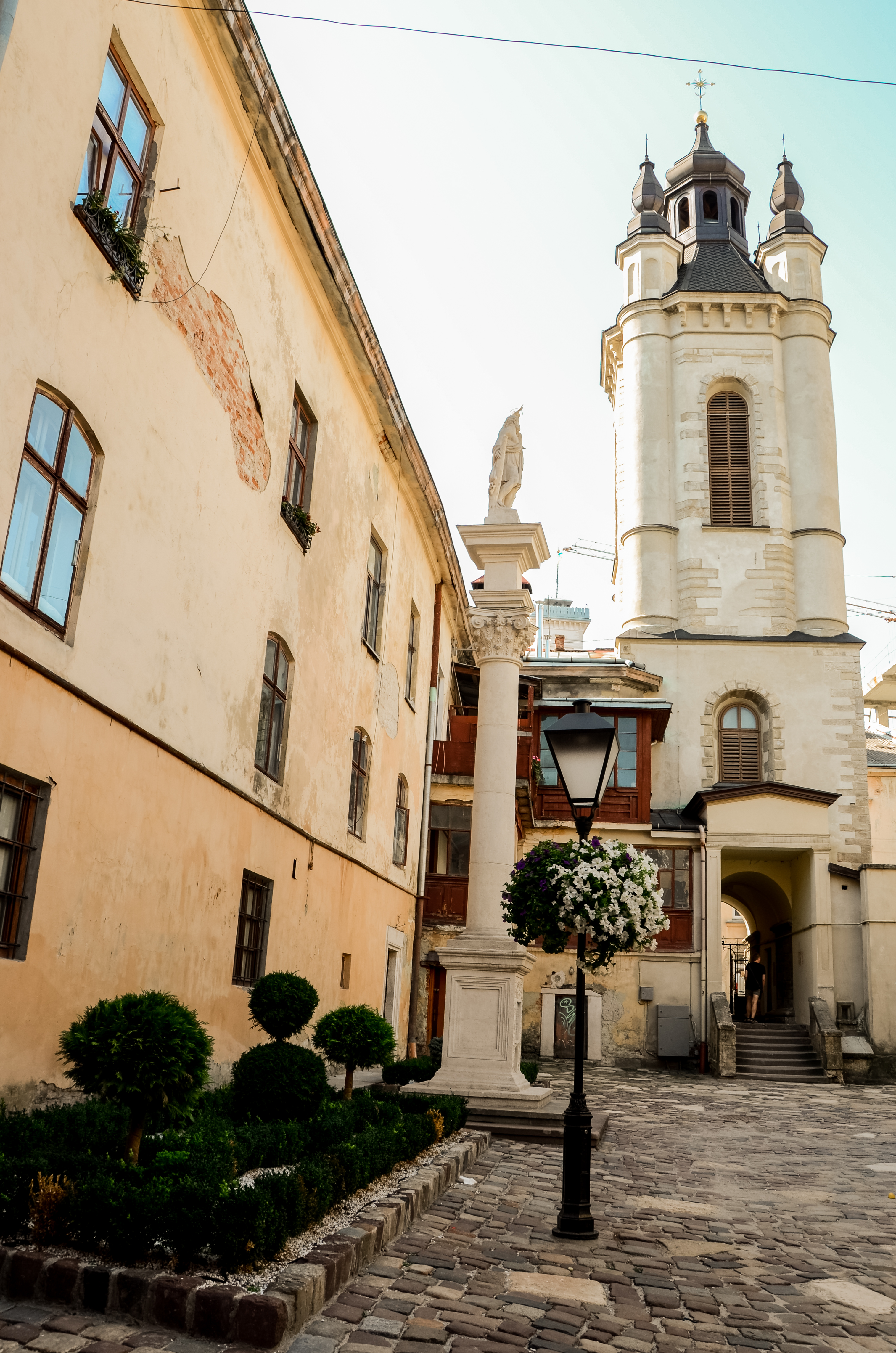
Колона Святого Христофора (2017)
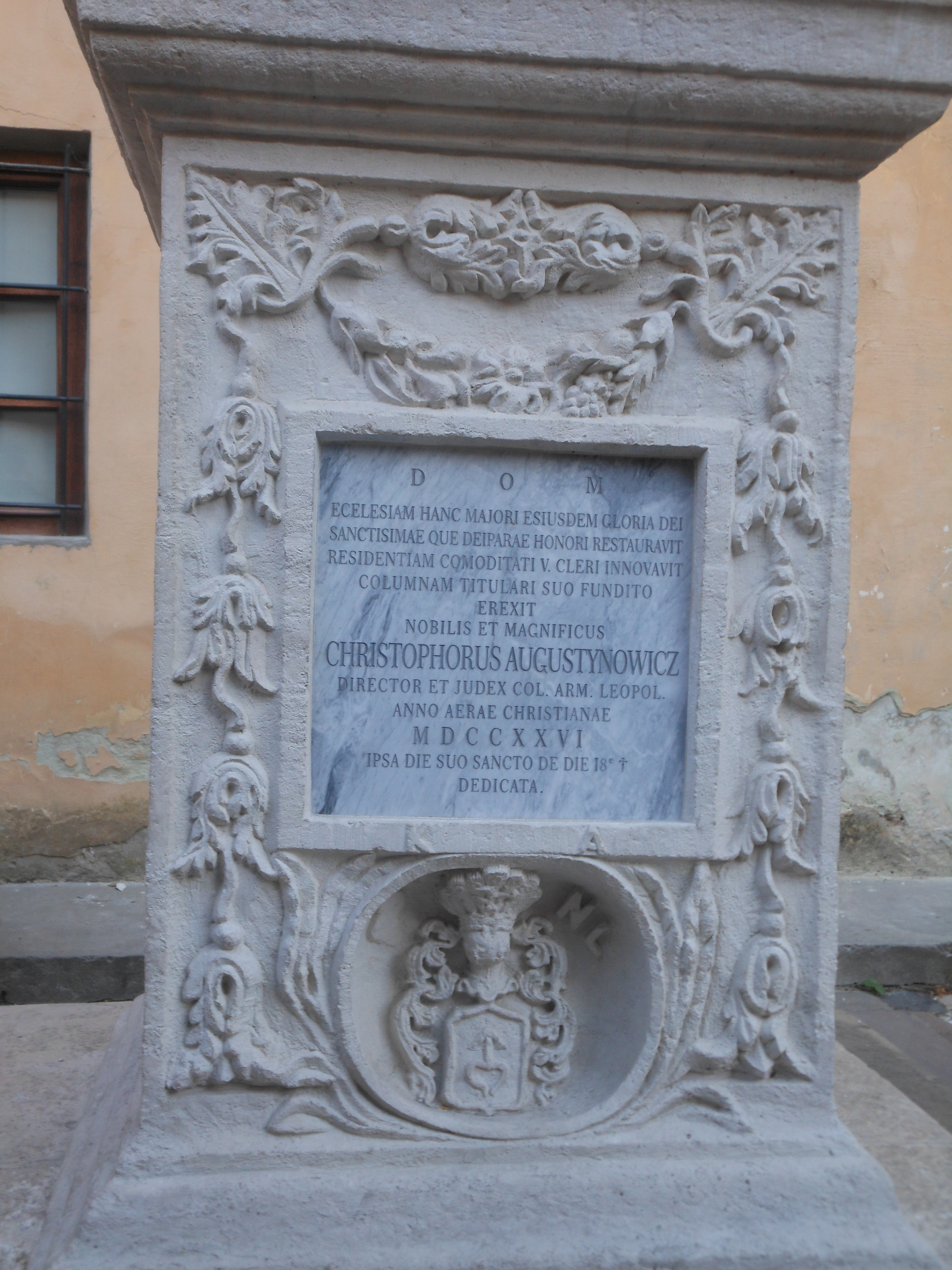
Постамент колони Святого Христофора (2018)
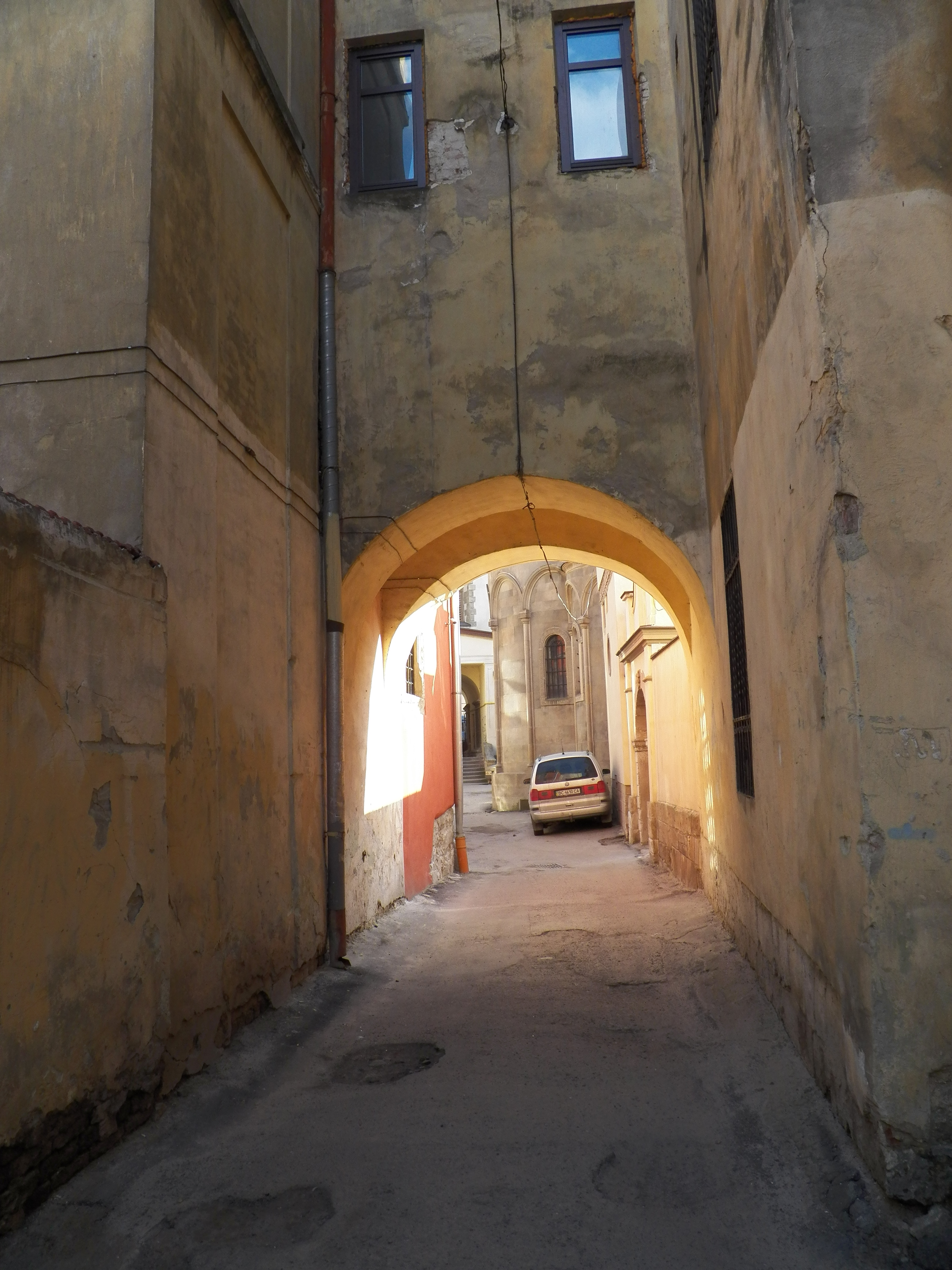
Вірменська Вужча (2011)
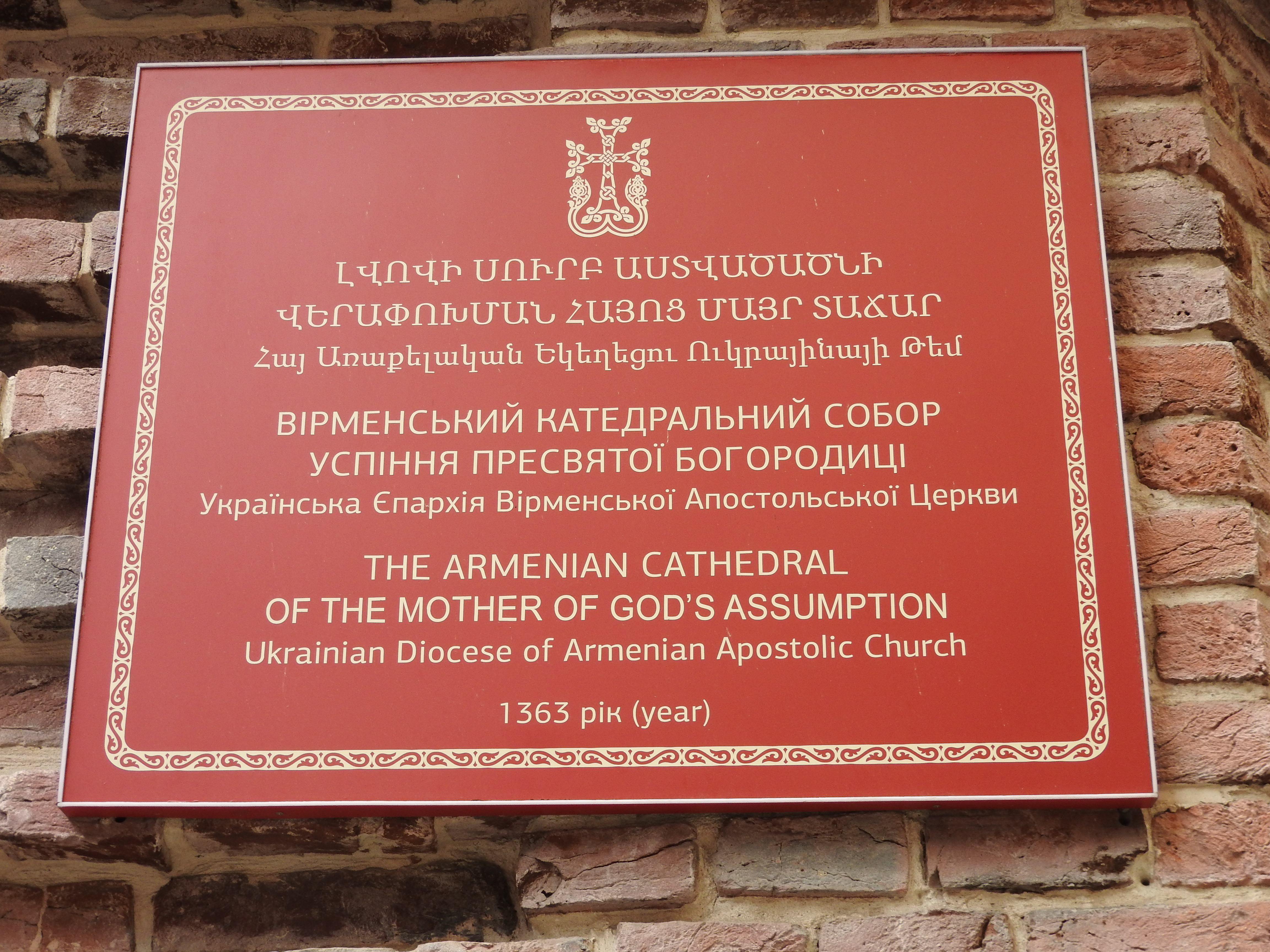
Інформаційна табличка (2016)
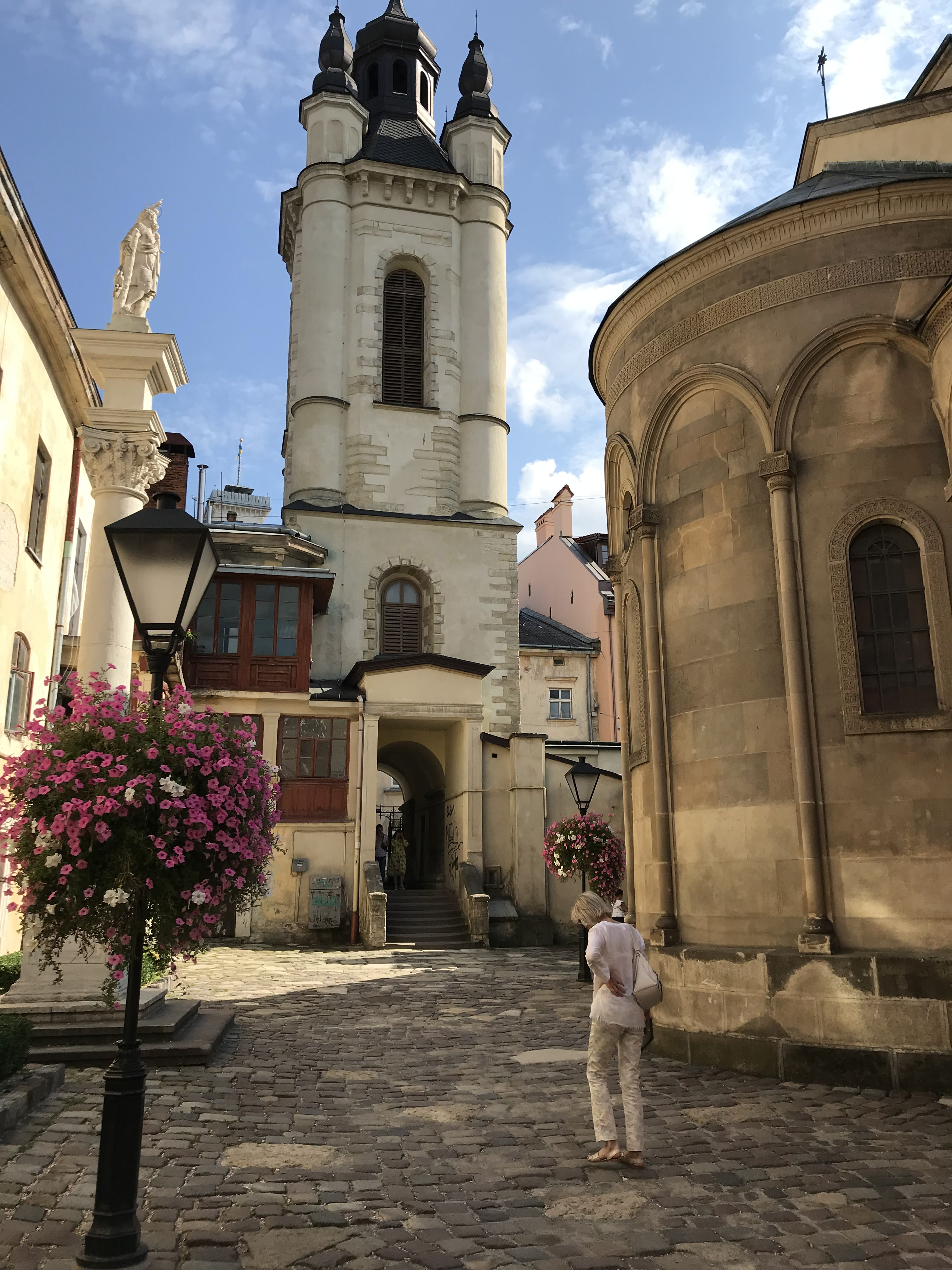
Дзвіниця влітку